# Жемчужная квакша
Жемчужная квакша, или белокаёмчатая квакша (лат. Hypsiboas albomarginatus) — вид земноводных семейства квакш.
Общая длина достигает 7 см. По своему строению похожа на других представителей своего рода. Отличается лишь окраской. Спина и горло сине-зелёные. Брюхо чисто белое. На спине у одних животных имеются белые, подобные жемчужинам, пятна, у других — чёрные точечки. Глазное яблоко ультрамариновое с чёрным зрачком, окруженным серебристой радужной оболочкой. Пальцы задних лап оранжево-жёлтого цвета.
Любит субтропические или тропические влажные леса, реки, болота, сельские сады. Встречается на высоте до 1100 метров над уровнем моря. Активна в сумерках. Питается беспозвоночными, прежде всего жуками, членистоногими, насекомыми.
Голос самца в брачный период напоминает птичий крик. Самка откладывает мечет икру в стоячие водоёмы, берега которых поросли травой.
Вид распространён в Бразилии вдоль побережья Атлантического океана.